# Madrider Börse

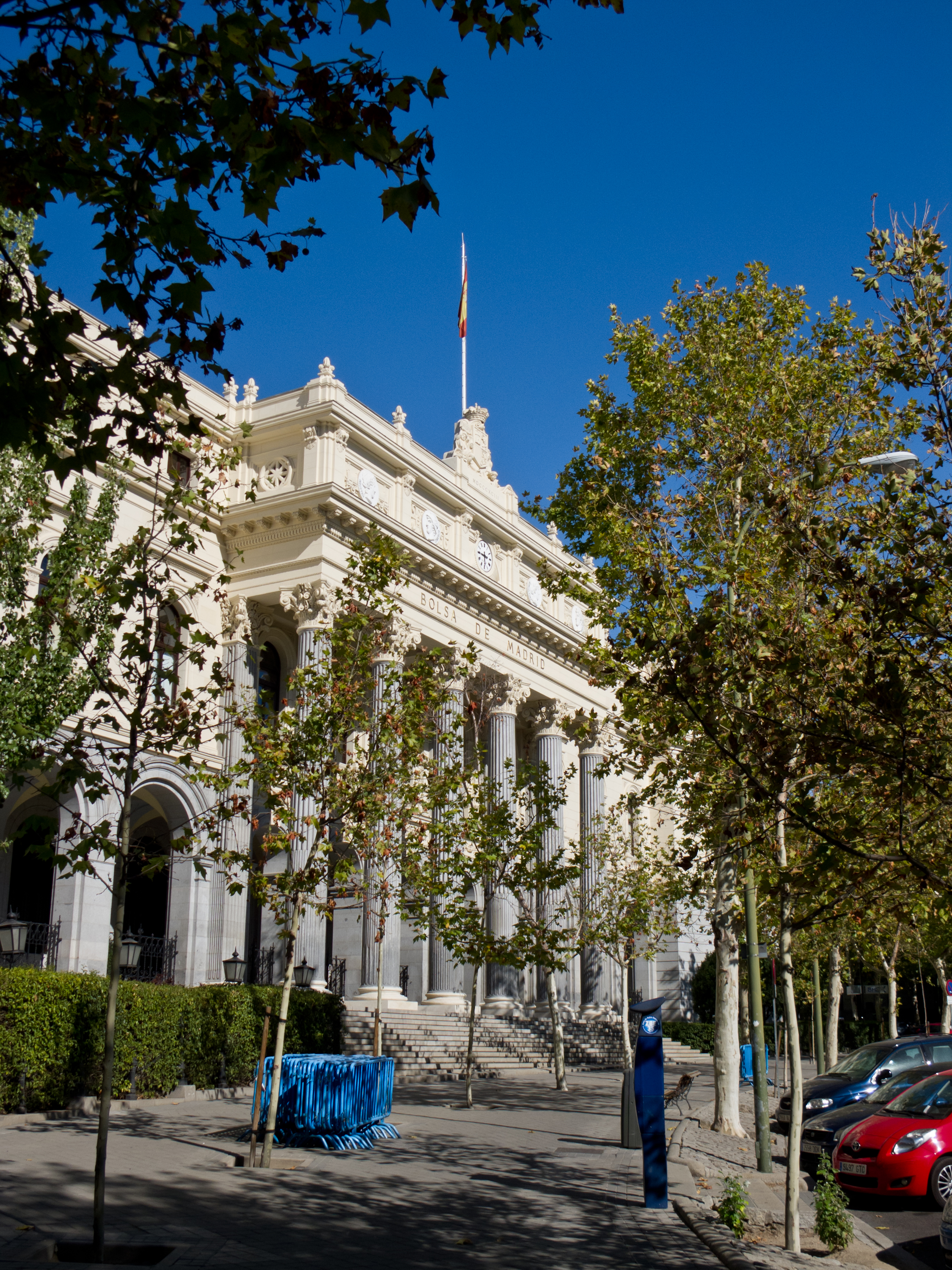
Bolsa de Madrid

Die Madrider Börse (spanisch: Bolsa de Madrid) ist die Wertpapierbörse von Madrid. Sie gehört zur Bolsas y Mercados Espanoles Gruppe.
Die Madrider Börse ist die größte von insgesamt vier Börsen in Spanien, weitere Börsen befinden sich in Barcelona, Bilbao und Valencia.
Die Madrider Börse wurde durch König Ferdinand VII. am 20. Oktober 1831 gegründet. Im Laufe der zweiten Hälfte des 19. Jahrhunderts erhielt Spanien die Peseta, die Bank von Spanien und ein eigenes Börsengebäude. 1898 verlor es seine Kolonien, Puerto Rico, Kuba und die Philippinen, was einen 20%igen Einbruch des Aktienhandels in Madrid zur Folge hatte, der allerdings in den darauffolgenden Jahren durch die Listung ausländischer Aktien kompensiert werden konnte. Infolge des Ausbruchs des Spanischen Bürgerkrieges wurde die Börse von Madrid 1936 geschlossen. Während des Regimes von General Francisco Franco spielte die Börse eine international untergeordnete Rolle. Erst 1975 führten eine neue spanische Konstitution und technische Erneuerungen an der Börse zu neuen Investitionen, beschleunigt vor allem durch den EU-Beitritt Spaniens 1986 und die Eingliederung Spaniens in das Wechselkurssystem der Europäischen Union 1988.
In den Jahren um 2000 investierten die spanischen Börsen weiter in einen Ausbau der internationalen Finanzdienstleistungen mit Lateinamerika.

## Indizes
Der Leitindex der Börse ist der IBEX 35. Darüber hinaus gibt es auch den Madrid Stock Exchange General Index.

## Mitgliedschaften
Sie ist Mitglied in:
- Ibero-American Federation of Exchanges[1]